# Lattanzio Mainardi
Lattanzio Mainardi, noto anche come Lattanzio Bolognese, (Bologna, ... – Viterbo, ...; fl. XVI secolo) è stato un pittore italiano del periodo tardo rinascimentale o manierista.

## Biografia
Citato come Lattanzio Bolognese da Giovanni Baglione, Mainardi si formò presso la scuola dei Carracci e fece parte dello studio di pittori guidato da Cesare Nebbia che dipinse affreschi per la cappella di Papa Sisto V in Santa Maria Maggiore, comprese le figure di Tamar, Fares, Zara, Solomon e Boaz. Dipinse anche delle Virtù nella volta della sala del palazzo di San Giovanni in Laterano, due figure nella scala che dalla cappella Sistina scende verso la basilica di San Pietro, una Flagellazione di Cristo nella cappella della Pietà a Santa Maria dei Monti e altre figure nella villa Montalto Peretti, anch'essa all'epoca di proprietà di Sisto V.
Morì all'età di 37 anni a Viterbo, mentre tornava a Bologna.